# Hämeensaari
Hämeensaari ou Keskusta III est l'un des quatre quartiers du centre-ville d'Hämeenlinna en Finlande.

## Présentation
Hämeensaari est situé sur les rives du lac Vanajavesi dans la partie sud du centre-ville.
La rue Paasikiventie, l'une des artères principales du centre-ville, traverse le quartier.
Elle est bordée, entre autres, par les centres commerciaux Tavastila, Goodman, Linna et Optelli, la piscine d'Hämeenlinna, la rue piétonne Reska, la Maison natale de Jean Sibelius et la plage d'Hämeensaari.
Hämeensaari est bordée au nord par les quartiers Linnanniemi, Koilliskulma et Saaristenmäki, à l'est par Myllymäki et Kauriala, ainsi qu'au sud par Kantola et Kankaantausta de l'autre côté du lac Vanajavesi.
Hämeensaari est longé par la route nationale 3, qui passe dans un tunnel sous le centre commercial Goodman.